# Албрехт VII фон Барби-Мюлинген
Албрехт VII фон Барби-Мюлинген (на немски: Albrecht VII, Graf von Barby-Mühliingen; * пр. 20 януари 1320; † 16 февруари 1358) от фамилията Барби е граф на Мюлинген в Саксония-Анхалт. Той произлиза от род Арнщайн.

## Произход
Той е син на граф Албрехт V фон Барби-Мюлинген „Стари“ († 1332) и съпругата му Юдит/Юта фон Шварцбург-Бланкенбург (1306 – 1352), дъщеря на граф Хайнрих VII фон Шварцбург-Бланкенбург († 1324) и Кристина фон Глайхен († 1296), дъщеря на граф Албрехт III фон Глайхен-Тонна († 1290). Внук е на граф Албрехт IV фон Барби и Мюлинген († 1312). Правнук е на Валтер VII фон Арнщайн († 1271).
Брат е на граф Гюнтер IV фон Барби-Мюлинген († 1404).

## Фамилия
Албрехт VII фон Барби се жени за Юта фон Анхалт-Цербст († 11 септември 1352), дъщеря на княз Албрехт II фон Анхалт-Цербст († 1362) и Беатрикс фон Саксония-Витенберг († 1345), дъщеря на курфюрст Рудолф I от Саксония-Витенберг. Те имат две деца:
- Лутруд фон Барби († сл. 1382)
- Албрехт фон Барби-Мюлинген († 19 ноември 1350), граф на Барби-Мюлинген